# Пивний суп

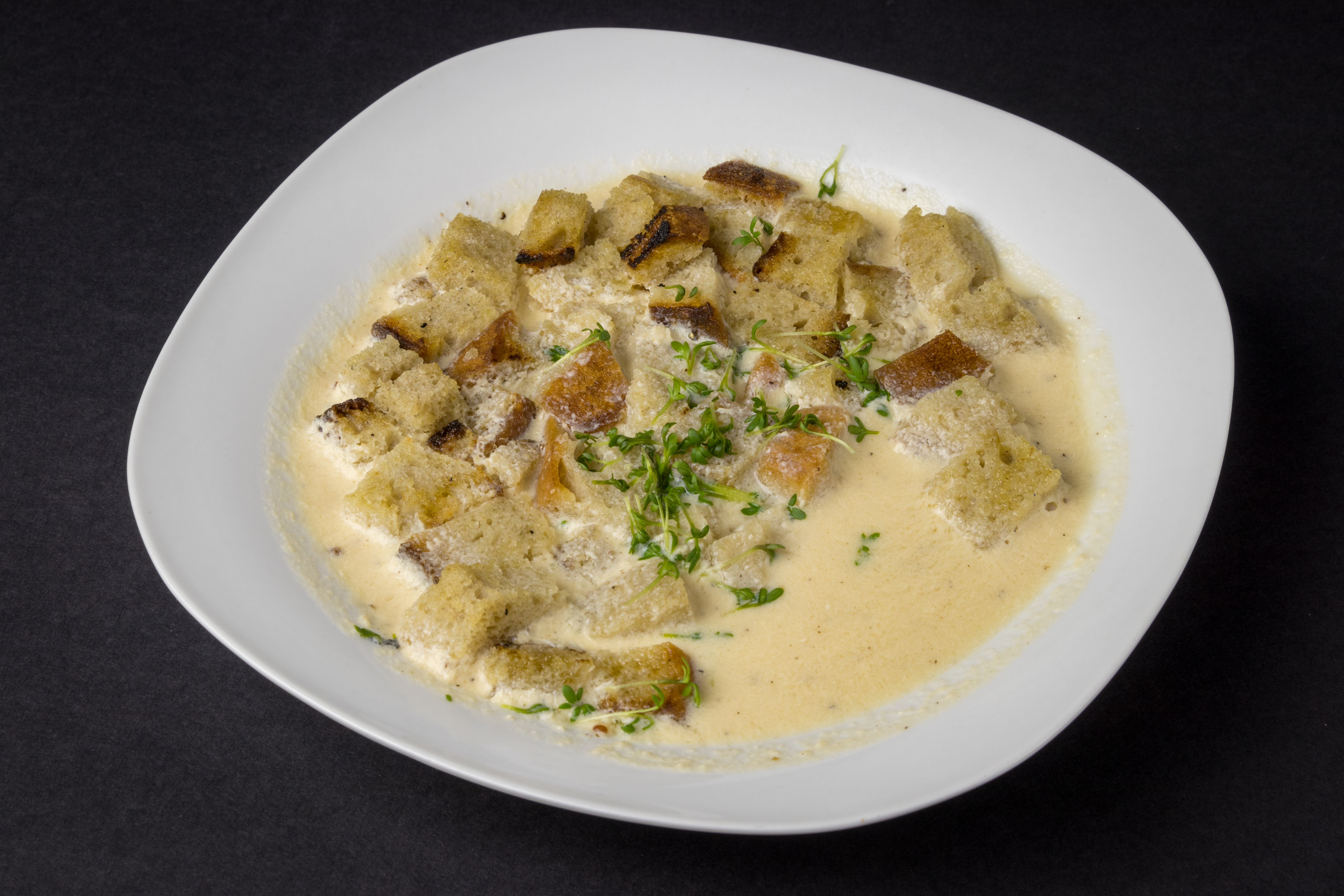
Пивни́й суп

Пивни́й суп — різновид супу, в якому разом з водою і бульйоном як рідка основа використовується пиво. До складу таких супів як правило входять сирі яйця (або окремо білок або жовток), молочні продукти (вершки, молоко, сметана), цукор, прянощі (гвоздика, кориця, імбир, коріандр тощо). До пивних супів кладуть грінки, як правило, з чорного хліба. Він подавався як сніданковий суп у XIX столітті, але його походження опускається аж до Середньовіччя, час, коли пивний суп був добре відомий у країнах Північної Європи, в Німеччині його називали Biersuppe, в Польщі — zupa piwna. 
Існує велике різноманіття пивних супів — від найпростіших, до складу яких поряд з пивом і водою входять тільки сирий жовток, цукор і прянощі (наприклад, польський пивний суп), до складних з безліччю інгредієнтів, що включають бекон, гриби, цибулю, картоплю, моркву, букет гарні тощо (наприклад, Roularius Soup).